# James and the Giant Peach (película)
James and the Giant Peach (conocida como James y el melocotón gigante en España y Jim y el durazno gigante en Hispanoamérica) es una película estadounidense de 1996, realizada con la ayuda computadoras en la técnica de la animación en volumen.
Fue distribuida por Walt Disney Pictures, producida por Tim Burton y dirigida por Henry Selick. Se basa en el libro homónimo de Roald Dahl. De todas las películas dirigidas por Henry Selick esta es la segunda en haber sido producida por Tim Burton.

## Argumento
En 1948, James (Jim) Henry Trotter es un niño de 7 años de edad, con una vida controvertida y a su vez dramática, que tras la muerte de sus padres, devorados por una tormenta con forma de rinoceronte, queda huérfano (con un arañazo en la mejilla derecha) y se ve obligado a vivir con sus dos crueles y repulsivas tías; Spiker y Sponge; que lo tratan como si fuera su esclavo personal. La trama gira alrededor de un durazno (melocotón) que comienza a crecer desmesuradamente en su jardín gracias a un hombre misterioso y sus "Lenguas de Cocodrilo", y que, junto a la visita de una araña a la que pronto le salva la vida, le proporcionan un medio de escape.
Allí, dentro de aquel extraño fruto conocerá a otros curiosos personajes y vivirá grandes aventuras, llegando a su desenlace al vencer el miedo a sus tías y al rinoceronte fantasmal, terminando en la Gran Manzana.

## Reparto
En el caso de las animaciones, los dobladores originales fueron:
Ingles:
- Jim / James - Paul Terry
- Saltamontes - Simon Callow (Inglesa)
- Tijerilla - Richard Dreyfuss (Inglesa)
- Mariquita - Jane Leeves (Inglesa)
- Araña - Susan Sarandon (Inglesa)
- Lombriz - David Thewlis (Inglesa)
- Tía Spiker - Joanna Lumley
- Tía Sponge/Luciérnaga - Miriam Margolyes
- Anciano - Pete Postlethwaite
- Papá de Jim - Steven Culp
- Mamá de Jim - Susan Turner-Cray

## Producción
La película comienza en imagen real durante los primeros 20 minutos, pero se convierte en animación en cuando James penetra en el melocotón. Vuelve a estar en imagen real cuando James llega a la ciudad de Nueva York (aunque los personajes artrópodos permanecen realizados computariazadamente).
Selick había planeado originalmente James a ser un verdadero actor a través de toda la película, y más tarde consideró hacer toda la película en imagen real; pero finalmente se establecieron en su totalidad de acción real y enteramente animado, para mantener bajos los costos. A diferencia de la novela, las tías James no son asesinadas por el melocotón de rodadura, por seguirlo a Nueva York.

## Recepción
James y el melocotón gigante recibió la aclamación casi universal de críticos de cine. Rotten Tomatoes da a la película una puntuación de 93% sobre la base de opiniones de 69 críticos, con una calificación de "Certified Fresh" y una nota media de 7.2/10. Estados del sitio llegaron al consenso: "Los efectos visuales son llamativos y dinámicos, detalles fuera de lo común y la narración como el aire ligero hacen James y el melocotón gigante. Entretenimiento familiar sólido".
Owen Gleiberman de Entertainment Weekly dio a la película una crítica positiva, elogiando la parte de animación, pero llamar a los segmentos de acción en vivo "en bruto". Escribiendo en The New York Times, Janet Maslin llama la película "una maravilla tecnológica, arco e innovadora con una concepción visual atrevidamente poco convencional "y" una película ingeniosa enérgicamente con un borde macabro".
La película no tuvo mucho éxito en la taquilla. A pesar de que se abrió en el # 2 en la taquilla, que hizo $ 28.946.127 en la taquilla doméstica, no alcanzó su presupuesto de $ 38 millones.

## Premios
- 1997:
  - Grand Prix - Best Animated Feature Film
  - KCFCC - Best Animated Film
  - Young Artist - Best Family Feature - Animation or Special Effects

La película, además, obtuvo varias nominaciones para otros premios, entre los que destaca el Oscar a la mejor banda sonora.

## Doblaje

### Doblaje Español
- José María del Río - Saltamontes (diálogos)
- Tony Cruz - Saltamontes (canciones)
- Salvador Aldeguer - Ciempiés
- Marta Martorell - Mariquita
- María Luisa Rubio - Tía Spiker
- Isabel Donate - Tía Sponge
- Mercedes Barranco - Luciérnaga
- Paco Hernández - Narrador / anciano
- María Jesús Nieto - Araña
- David Jenner - Jim
- Ángel Egido - Lombriz
- José Luis Gil - Padre de James
- María Antonia Rodríguez - Madre de James

### Doblaje Mexicano
- Moisés Palacios / Herman López (tráiler) - Saltamontes
- Francisco López - Ciempiés
- Beatriz Aguirre / Liza Willert (tráiler) - Mariquita
- Nancy MacKenzie - Tía Spiker
- Ángela Villanueva - Tía Sponge
- Luis Puente - Narrador / Anciano
- Maru Guzmán - Araña
- Kalimba Marichal - James
- Jesús Barrero - Lombriz
- Daniel Abundis - Padre de James